# Stazione di Testona
La stazione di Testona era una fermata ferroviaria posta lungo la linea Torino-Genova, al servizio della località di Testona, frazione del comune di Moncalieri.
La fermata, ubicata in strada Sanda, fu soppressa nel 1968. Il fabbricato viaggiatori è stato demolito.